# 陆益民
陆益民（1964年1月—），福建屏南人，中华人民共和国政治人物。

## 生平
早年毕业于上海交通大学计算机科学技术专业。2001年6月，获得哈佛大学肯尼迪政府学院公共管理专业硕士学位，担任是中共中央办公厅秘书局处长，曾为中央政治局常委、国家副主席曾庆红的秘书。
2007年，加入中国网通。2008年，原中国联通红筹公司、中国网通红筹公司合并成立中国联合网络通信集团有限公司。2009年，他任命为总经理。
2018年，辞任中国联通执行董事兼总裁职务，履新中国通用技术集团总经理。